# MS Dirmhirngasse
Die MS Dirmhirngasse ist eine Mittelschule im 23. Wiener Gemeindebezirk Liesing. Die Schule hat mit Waldpädagogik einen naturwissenschaftlichen Schwerpunkt. Das späthistoristische Gebäude aus 1888 auf Nr. 29 steht unter Denkmalschutz (Listeneintrag).

## Architektur

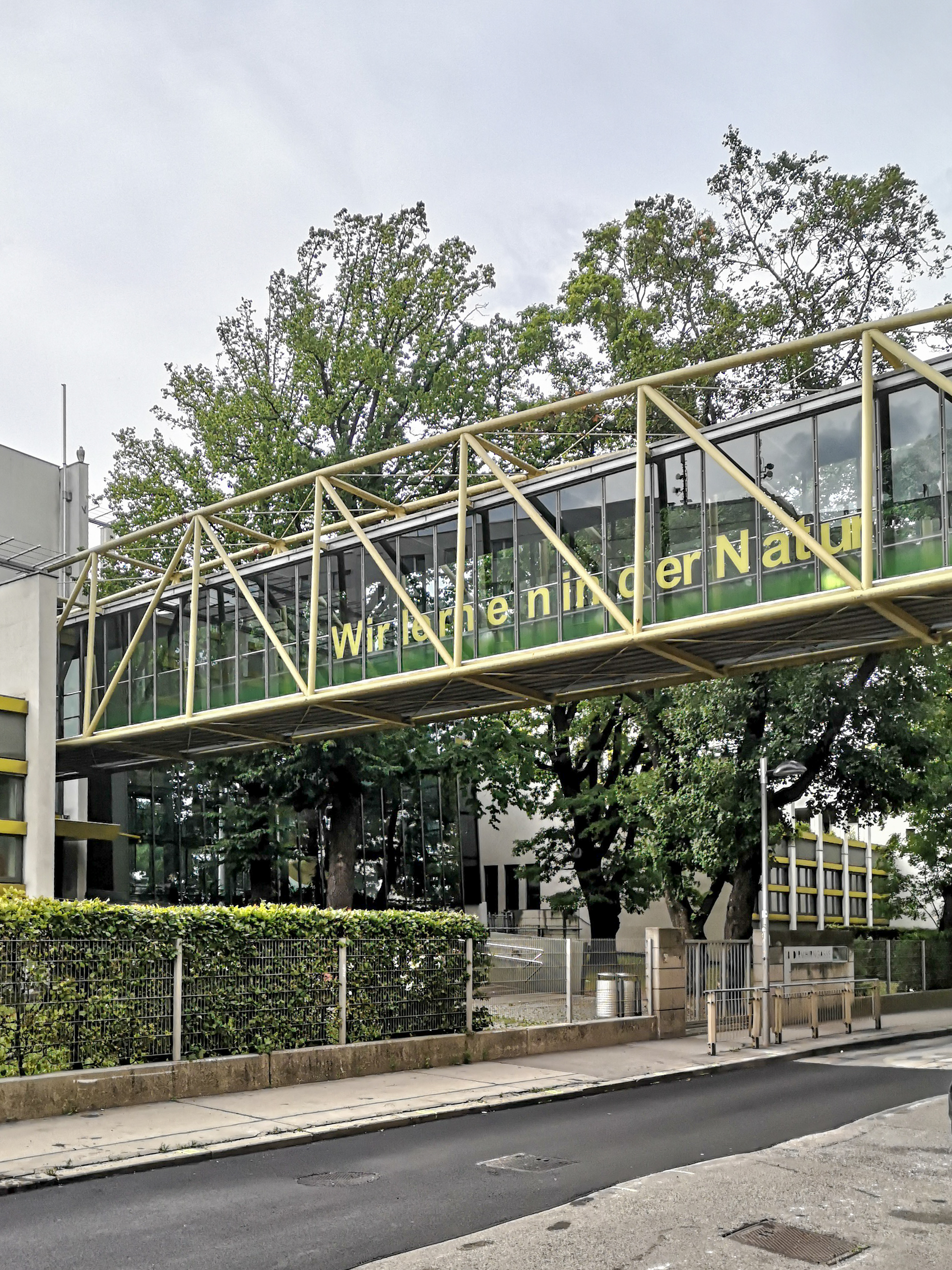
Brücke über die Dirmhirngasse

Das späthistoristische Schulgebäude an Nr. 29 wurde 1888 nach den Plänen der Architekten Julius Fröhlich und Josef Maresch erbaut. Die Schule wurde von 1991 bis 1994 nach den Plänen des Architekten Boris Podrecca um das Gebäude Nr. 138 auf der gegenüberliegenden Straßenseite erweitert, beide Gebäude wurden mit einer Brücke über die Dirmhirngasse verbunden, woher auch die Bezeichnung „Brückenschule“ kommt.

## Ausstattung und pädagogische Angebote
- Die Schule verfügt für die Freizeitgestaltung über Freizeiträume, moderne Sporthallen, zwei EDV-Räume, einen Gymnastikraum sowie einen Rasen-Sportplatz und einen Pausenhof.

- Als verbindliches Unterrichtsfach steht Wald auf dem Stundenplan – für die Erstklässler alle zwei Wochen vier Stunden, für die Zweitklässler einmal im Monat; die dritten und vierten Klassen unternehmen zwei Waldlehrausgänge pro Halbjahr. Die dafür verantwortliche Waldpädagogin ist mit einer halben Stelle an der Schule angestellt.[2][3]
- Die Schule bietet Nachmittagsbetreuung an.

## Auszeichnungen
- Im Jahr 2018 wurde die Schule mit dem 2. Platz beim Österreichischen Schulpreis (Staatspreis für Bildung und Unterricht) ausgezeichnet.[4]
- Die Schule ist eine Vorzeigeschule („Best Practice“) des Wiener Stadtschulrats (jetzt Bildungsdirektion für Wien).
- Die Schule ist eine Innovative Schule im Netzwerk der Arbeiterkammer.